# 申騰美利達車隊
申騰美利達車隊（英語：Team Senter-Merida，UCI隊碼：SMT），是一隊總部設於臺灣的職業自由車隊，於2012年成立，在2012至2013年賽季曾登錄為亞洲洲際車隊。

## 車隊陣容

### 2013年
|          | 車手   | 出生日期               |
| -------- | ------ | ---------------------- |
| 臺灣地區 | 陳政延 | 1989年12月18日（24歲） |
| 臺灣地區 | 胡哲瑋 | 1990年8月26日（23歲）  |
| 臺灣地區 | 黃信華 | 1985年6月22日（28歲）  |
| 臺灣地區 | 洪坤弘 | 1985年12月11日（28歲） |
| 臺灣地區 | 力旻昀 | 1992年7月9日（21歲）   |

|          | 車手   | 出生日期              |
| -------- | ------ | --------------------- |
| 臺灣地區 | 廖國龍 | 1985年6月1日（28歲）  |
| 臺灣地區 | 劉恩杰 | 1994年6月21日（19歲） |
| 臺灣地區 | 曾奕豪 | 1992年3月13日（21歲） |
| 臺灣地區 | 巫帛宏 | 1985年6月22日（28歲） |

### 2012年
|          | 車手   | 出生日期               |
| -------- | ------ | ---------------------- |
| 臺灣地區 | 陳政延 | 1989年12月18日（23歲） |
| 臺灣地區 | 鄭勇華 | 1986年8月24日（26歲）  |
| 臺灣地區 | 周柏助 | 1975年4月4日（37歲）   |
| 臺灣地區 | 謝玟展 | 1992年4月18日（20歲）  |
| 臺灣地區 | 胡哲瑋 | 1990年8月26日（22歲）  |
| 臺灣地區 | 黃信華 | 1985年6月22日（27歲）  |

|          | 車手   | 出生日期              |
| -------- | ------ | --------------------- |
| 臺灣地區 | 力旻揚 | 1992年7月9日（20歲）  |
| 臺灣地區 | 力旻昀 | 1992年7月9日（20歲）  |
| 臺灣地區 | 廖國龍 | 1985年6月1日（27歲）  |
| 臺灣地區 | 林晁逸 | 1992年9月12日（20歲） |
| 臺灣地區 | 曾奕豪 | 1992年3月13日（20歲） |
| 臺灣地區 | 巫帛宏 | 1985年6月22日（27歲） |

## 外部連結
- Facebook專頁
- 2013年車隊陣容 (uci.org) （页面存档备份，存于）